# Polina Astahova
Polina Astahova (în ucraineană Поліна Астахова; n. 30 octombrie 1936, Dnipropetrovsk, RSS Ucraineană, URSS – d. 5 august 2005, Kiev, Ucraina) a fost o gimnastă artistică ce a reprezentat Uniunea Republicilor Sovietice Socialiste, medaliată olimpică. A participat la 3 ediții ale Jocurilor Olimpice (1956, 1960, 1964) în care a câștigat 5 medalii de aur, două medalii de argint și 3 medalii de bronz.